# (152471) 2005 WE1
2005 دابليو إي 1 (ويعرف أيضًا باسم (152471) 2005 دابليو إي 1 وفق تسمية الكوكب الصغير) (بالإنجليزية: 2005 WE1)‏ هو كويكب ضمن حزام الكويكبات؛ وترتيبه 152471 من حيث الاكتشاف.
اكتُشف هذا الجُرم الفلكي بواسطة جيمس ويتني يونغ في 21 نوفمبر 2005.

## وصلات خارجية
- (152471) 2005 WE1 في قاعدة بيانات مختبر الدفع النفاث لأجرام النظام الشمسي الصغيرة

- الاكتشاف · مخطط المدار ·  العناصر المدارية · المعلمات المادية

- (152471) 2005 WE1 على موقع ويكي سكاي: DSS2, SDSS, GALEX, IRAS, Hydrogen α, X-Ray, Astrophoto, Sky Map, Articles and images